# My Orionis
My Orionis (μ Orionis, förkortat My Ori, μ Ori) som är stjärnans Bayer-beteckning, är en dubbel dubbelstjärna belägen i den norra delen av stjärnbilden Orion. Den har en kombinerad skenbar magnitud på 4,13, är synlig för blotta ögat där ljusföroreningar ej förekommer. Baserat på parallaxmätning inom Hipparcosuppdraget på ca 21,1 mas, beräknas den befinna sig på ett avstånd på ca 155 ljusår (ca 48 parsek) från solen.

## Egenskaper
Primärstjärnan My Orionis Aa är en blå till vit stjärna i huvudserien av spektralklass A1 Vm. Den har en massa som är ca 2,4 gånger större än solens massa, en radie som är ca 2,9 gånger större än solens och utsänder från dess fotosfär ca 32 gånger mera energi än solen vid en effektiv temperatur av ca 8 300 K.

## Konstellation
De fyra stjärnorna är kända som My Orionis Aa, My Orionis Ab, My Orionis Ba och My Orionis Bb. Samtliga fyra stjärnor är spektroskopiska, med A- och B-paren separerade från varandra med bara några tiondelar av en bågsekund. Hela systemet ligger cirka 155 ljusår från solen. 
My Orionis Aa är en A5 V metallinjestjärna i huvudserien av spektralklass A5 V. My Orionis Ab är en stjärna i huvudserien av spektralklass G5 V som kretsar kring My Orionis Aa på ett avstånd av 0,077 AE, eller dubbelt mot Merkuriusbanan kring solen. My Orionis Ba och Bb är stjärnor i huvudserien av spektralklass F5 V med en massa på 1,4 solmassor vardera och skenbar magnitud av 6,91. De är separerade från varandra med 0,078 AE.